# George Bookasta
George Bookasta, né le 14 juillet 1917 à Kansas City et mort le 26 mars 2014 (à 96 ans) à  Saratoga Springs dans l'État de New York, est un acteur américain. Enfant acteur durant l'âge d'or d'Hollywood, il fut remarqué par Charlie Chaplin. Son rôle le plus connu est celui de Spotty dans Sous le ciel des tropiques d'Henry King en 1930.

## Biographie
Né au sein d'une famille d'acteurs, il paraît pour la première fois sur scène âgé de 3 ans, coiffé d'un chapeau melon, vêtu d'un costume et portant une moustache évoquant Chaplin, à Paramount Theatre à Los Angeles. Repéré par Charlie Chaplin, un contrat est signé à la société de production de cinéma United Artists.
George commence sa carrière d'acteur dans le film muet Rosita (1923) d'Ernst Lubitsch, avec l'actrice Mary Pickford. Deux ans après, il apparaît dans La Petite Annie (1925). Son premier rôle crédité intervient cependant dans La Madone de Central Park (1928). Une dizaine de rôles suivent aux côtés d'acteurs reconnus, comme Reginald Denny et Rosalind Russell. Sa plus célèbre apparition est celle de Spotty dans Sous le ciel des tropiques (1930), l'un des premiers longs-métrages avec son.
Il intègre  Hollywood High School. Une fois ses études terminées, il monte son propre orchestre musical et se produit au Café de Paris d'Hollywood.
Au début des années 1940, George travaille pour Paramount Studios. 1941 marque la naissance de son premier fils, Gary, prénommé en hommage à l'acteur Gary Cooper qui jouait dans le film Sergent York la même année. En 1943, il rejoint l'armée et est envoyé sur le front européen, en plein cœur de la Seconde Guerre mondiale. Il participe activement aux opérations sur le terrain comme sergent et opérateur radio en France, mais est blessé lors des combats.
De retour aux États-Unis, George remarque le développement croissant de l'industrie de la télévision. Dans les années 1950, il lance une revue hebdomadaire, TV Time, dont il assure la publication pendant quelques années. 
Il meurt d'une pneumonie le 26 mars 2014 à son domicile de  Saratoga Springs. Il était âgé de 96 ans.

## Filmographie
- 1923 : Rosita : enfant (non crédité)
- 1925 : La petite Annie : enfant (non crédité)
- 1928 : La Madone de Central Park : Joe
- 1930 : Sous le ciel des tropiques : Spotty
- 1936 : Rose of the Rancho : Bellows Boy (non crédité)
- 1936 : C'était inévitable : garçon italien (non crédité)
- 1937 : Septième district : Bootblack (non crédité)
- 1938 : I'll Give a Million : crieur de journaux (non crédité)
- 1939 : Un jour au cirque : un membre du quartet (non crédité)
- 1940 : Forty Little Mothers : Carlos (non crédité)
- 1941 : Une nuit à Rio : garçon d'hôtel (non crédité)
- 1941 : The Chocolate Soldier : le messager avec note (non crédité)
- 1949 : Le Danube rouge : pèlerin (non crédité)